# シュタバイフーン
シュタバイフーン（英：Stabyhoun）は、オランダのフリースランド州原産の鳥猟犬種のひとつである。
別名はフリージアン・ポインター（英：Frisian Pointer）、現地では俗称でベイケ（英：Beike）とも呼ばれている。

## 歴史
17世紀ごろに誕生した犬種である。80年戦争が行われていたころにスペインからもたらされたスパニエル系の犬種と、地元の土着犬を掛け合わせて作出された。
主に貧しい農民によって飼育され、猟から雑務まで一頭で様々な働きをしていた。鳥猟犬としてはカモやハトを狩るための様々な手伝いをする。嗅覚によりそれらを捜索し、発見するとポインターとしてポイントを行い、主人に知らせた。その後主人の命令によりフラッシング（追い出し）を行い、茂みから鳥を飛び立たせた。飛び立った鳥は主人が猟銃で撃ち落し、落ちてきた鳥を回収（レトリーヴ）することもできる。
猟犬としてはネズミやケナガイタチ、モグラを自ら仕留めた。セントハント（嗅覚猟）を行って獲物を仕留めるが、地中に逃げ込んだ獲物を捕らえることもしばしばあるため、この狩猟形態はセントハントでなくテリアと同じ地中猟であるとみなす専門家も多い。ネズミは発見次第すばやく仕留め、一撃で倒すことが出来る。ケナガイタチは嗅覚で追跡し、発見すると追いかけて仕留める。イタチが穴にもぐりこんだ場合、入り口で吠えるなどして挑発し、穴から追い出して仕留めることもある。モグラもやはり嗅覚で捜索されるが、発見するとそれがいる場所に穴を掘り、出てきたところを仕留める。
農地では番犬として見張りを行う他、主人の道具の運搬や、家禽を泥棒などから守る護禽犬、荷車を引く荷引き犬などとしても使われていた。
器用なため現在でもオランダでは人気のある犬種のひとつで、実用犬としてだけでなく、ペットやショードッグ、スポーツ犬などとしても多く飼育されて親しまれている。しかし、オランダ国外ではあまり飼育されていない、やや珍しい犬種である。
尚、同国原産のヴェッターフーンと同じく、オランダ国内では厳しいブリーディングプログラムが立てられているため、遺伝的にかかりやすい病気が少ない。このことがヨーロッパの珍犬種ブリーダーに注目され、数頭が国外へ輸出されている。ちなみに、スタンダード外と判定された犬の大半は避妊・去勢された上でペットなどとして譲渡されている。

## 特徴

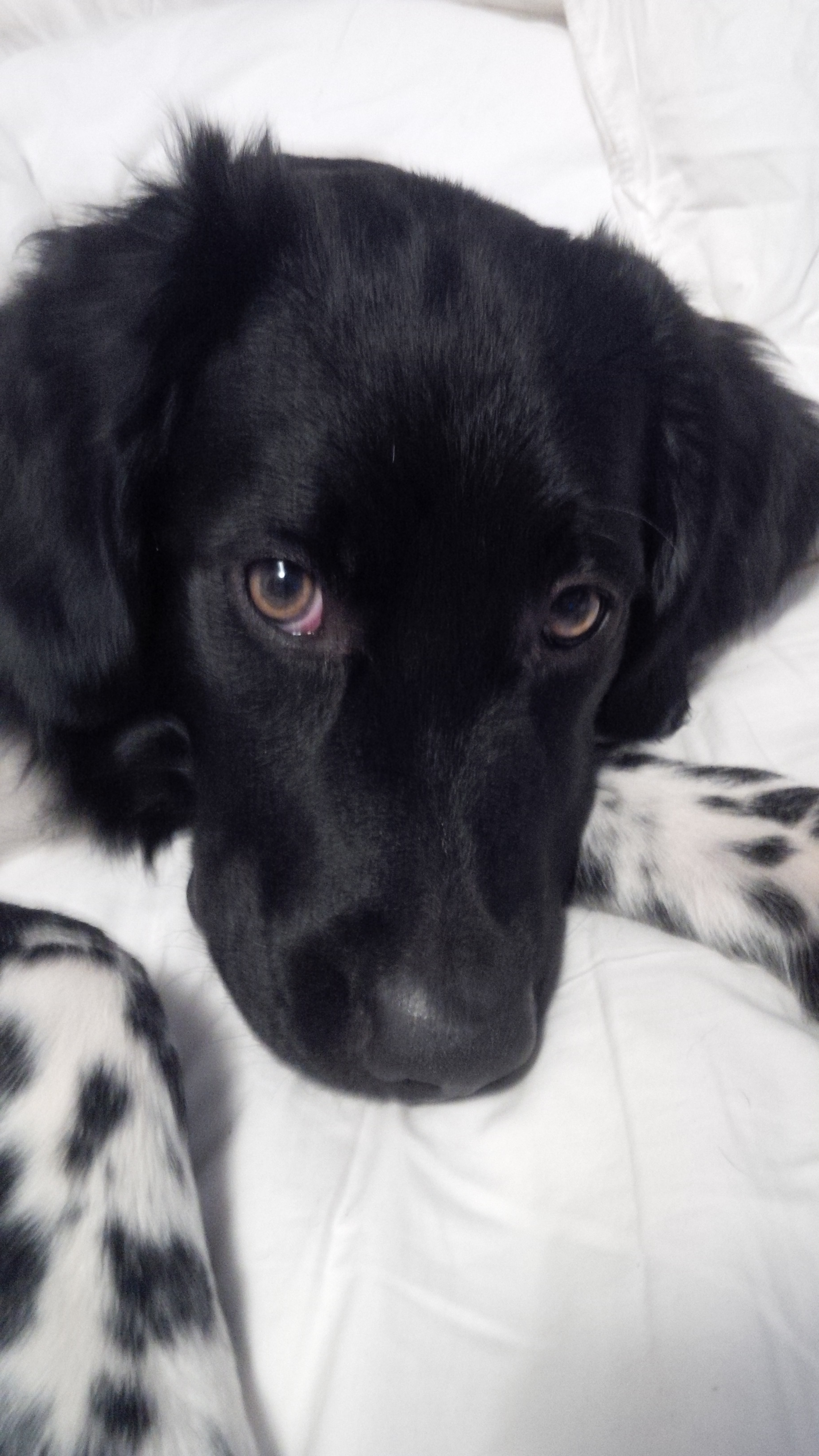
Stabij in de adolescentie

スパニエル犬種とセッター/ポインター犬種の中間の容姿をした犬種である。中肉中背の体格で首は太め、背は平らである。顔つきは優しく、耳は飾り毛のある垂れ耳、尾はふさふさした垂れ尾。コートはなめらかで少しウエーブがかったロングコートで、少し厚みがあり寒さに強い。毛色はホワイト・アンド・ブラック。体高は雄53cm前後、雌50cm前後で、体重は雌雄共に15〜16kgの中型犬。性格は知的で優しく、愛情深い。子供や他の犬とも仲良くすることが出来、人懐こく一緒に遊ぶことが大好きである。子供好きな一面があり、人間や犬の赤ちゃんの世話をすることも大好きである。社会協調性や状況判断力がよく、いざという時には頼りになる犬である。献身的で仕事熱心で、主人家族に喜んでもらうためにはいかなる努力も惜しまない。運動量は普通で、病気にもかかりにくく、初心者にも飼い易い犬種である。